# Формула-1 — Гран-прі Бахрейну 2009

Гран-прі Бахрейну 2009 року (офіційно 2009 Formula 1 Gulf Air Bahrain Grand Prix) —  автоперегони чемпіонату світу Формули-1, які пройшли 26 квітня 2009 року на Міжнародному автодромі Бахрейну в Сахірі, Бахрейн. Це була четверта гонка сезону Формули-1 2009 року та шостий Гран-прі Бахрейну в історії. Переможцем Гран-прі став Дженсон Баттон.